# تاريخ جدلية الخلق والتطور
تحظى جدلية الخلق والتطور بتاريخ طويل. ظهرت ردود عديدة من بعض الأفراد والمنظمات الدينية على النظريات التي طورها العلماء، إذ شككوا في شرعية الأفكار العلمية المتعارضة مع التفسير الحرفي لقصة الخلق في سفر التكوين. اعتُبر تفسير الكتاب المقدس اليهودي-المسيحي لوقت طويل من امتيازات الكهنوت الأرثوذكسي القادر على فهم اللاتينية، الذي حمل الاعتقاد التقليدي بأنه لا يجب قراءة سفر التكوين حرفيًا بل يجب تعليمه كحكاية رمزية. مع إيجاد الطابعة، بدأت ترجمة الكتاب المقدس إلى العديد من اللغات الأخرى، فضلًا عن ارتفاع مستوى الإلمام بالقراءة والكتابة وانتشار العديد من التفسيرات المتنوعة والحرفية للكتاب المقدس. سمح هذا لبعض الأفراد والمجموعات الدينية بتحدي العلماء الداعمين للتطور، مثل عالمي الأحياء توماس هنري هكسلي وإرنست هيكل.

## محاكمة سكوبس
توافقت ردود الفعل الأولية في الولايات المتحدة مع التطورات البريطانية، إذ لاقت التفسيرات «الداروينية» لألفرد راسل والاس، في جولة محاضرة له في عام 1886-1887، الترحيب دون أي مشاكل، لكن بدأ هذا الموقف بالتغير بعد الحرب العالمية الأولى. اتخذ الجدل المنحى السياسي مع بدء المدارس العامة في تدريس تطور الإنسان من أشكال الحياة السابقة وفقًا لنظرية داروين في الاصطفاء الطبيعي. ردًا على ذلك، أصدرت ولاية تينيسي الأمريكية قانون بتلر لعام 1925 لحظر تدريس نظريات أصل الإنسان المتعارضة مع تعاليم الكتاب المقدس. برز هذا القانون في محاكمة سكوبس في عام 1925 التي حظيت بتغطية إعلامية وشعبية كبيرة. أيدت المحكمة العليا في تينيسي القانون، الذي استمر تطبيقه حتى إلغائه في عام 1967. في عام 1968، قضت المحكمة العليا في الولايات المتحدة في قضية إيبرسون ضد أركنساس بتعارض حظر تدريس نظريات معينة مع الأحكام التأسيسية الخاصة بالتعديل الأول لدستور الولايات المتحدة، نظرًا لأن هدفها الرئيسي ديني.

## كتب منهاج دراسة العلوم الحيوية
بلغت الأعمال الخاصة بالوراثيات أوجها مع نشر ثيودوسيوس دوبجانسكي كتابه لعام 1937 بعنوان الوراثيات وأصل الأنواع، إذ جمع فيه بين الوراثة المندلية والاصطفاء الطبيعي لداروين، وفسر باستخدام الطفرات المحايدة مصدر التنوع الذي قام عليه التطور، ما أدى إلى الاصطناع الذي جمع كل مجالات علم الأحياء والعلوم الأخرى المتفاوتة في تفسير متماسك قوي للتطور. لحق ذلك حملة لحث المدارس على تدريس «حقيقة» التطور، وفي ستينيات القرن العشرين، طُورت كتب علم الأحياء الدراسية لمنهاج دراسة العلوم الحيوية المعتمدة فدراليًا، التي روجت إلى التطور بوصفه المبدأ التنظيمي لعلم الأحياء. ازداد الإيمان بقوة العلم بين علماء الأحياء: وضع أحد المؤسسين البارزين للاصطناع التطوري الحديث، جوليان هكسلي، دين الإنسانية، مصرحًا: «تمثل إعادة التنظيم الجذرية لنمط التفكير الديني، من النمط المتمركز حول الرب إلى نمط متمركز حول التطور، إحدى الضرورات الملحة اليوم، إلى جانب تشجيع استخدام العلم في زيادة توسيع القدرات البشرية». من جهة أخرى، أشارت استطلاعات الرأي العامة إلى إيمان معظم الأمريكيين بخلق الرب للبشر خصيصًا، أو توجيهه التطور. استمرت عضويات الكنائس المؤيدة لتفسيرات الكتاب المقدس الحرفية، المتزايدة بدورها، في الارتفاع، إذ تخطى نمو كل من مؤتمر الكنيسة المعمدانية الجنوبية والكنيسة اللوثرية – سينودوس ميسوري جميع الطوائف الأخرى. نتيجة نموها، امتلكت هاتان الكنيستان التجهيزات الكافية للإعلان عن الرسالة الخلقية، مع جميع الكليات الخاصة بها، والمدارس، ودور النشر ووسائل الاعلام الإذاعية.
مع تناقص عضوية الكنيسة بين العلماء التطوريين، انتقل دور مواجهة حركة الكتب الدراسية المناهضة لمنهاج دراسة العلوم الحيوية (بي إس سي إس) من العلماء البارزين في الكنائس الليبرالية على العلماء العلمانيين ذوي الجاهزية الأقل للوصول إلى الجمهور المسيحي. استطاعت القوى المناهضة للتطور خفض عدد المناطق التعليمية التي تعتمد كتب علم الأحياء الدراسية «بي إس سي إس»، لكن استمرت المحاكم في حظر التعاليم الدينية في المدارس العامة.

## الكنيسة الكاثوليكية والتطور
جاء رد جون هنري نيومان من بين الردود الأولى المسجلة لرجال الدين الكاثوليكيين البارزين على نظرية داروين، الذي أدلى في رسالة إلى أحد زملائه الكهنة في عام 1869 عن التعليقات التالية:
بالنسبة إلى التصميم الإلهي، ألا يشكل إعطاء قوانين معينة للمادة منذ ملايين السنين، وتأثيراتها التي وضعها منذ البداية، ونجاحها بشكل دقيق لا يقبل الشك على مدى طويل من تلك العصور، مثالًا على التصميم والحكمة المبهرين بشكل غير محدود لا يمكن تصوره. فيما يتعلق بنظرية السيد داروين، فليس من الضروري اعتبارها إلحادية، سواء كانت صحيحة أم لا؛ فقد تمثل ببساطة فكرة أكبر عن علم الغيب والمهارة الإلهية. لربما امتلك صديقك دليلًا مؤكدًا لإرشاده أكثر مني، أنا الذي لم أدرس هذا السؤال مطلقًا، وأنا لا [أعتقد] بأن «التطور العرضي للكائنات العضوية» غير متوافق مع التصميم الإلهي – إنه عرضي بالنسبة لنا، وليس بالنسبة إلى الرب.
يشير البعض إلى أنه وجب على الكهنة الكاثوليك، قبل الرسامة الكهنوتية، دراسة تعاليم توما الأكويني، الذي أيد وجهة النظر الأرسطية للتطور، إذ افترض تطور الأنواع الحيوانية عن طريق الطفرات وقوانين الطبيعة.
أدلى كل من يوحنا بولس الثاني وبندكت السادس عشر بتصريحات أحدث داعمة الفهم الإيماني للتطور.

## الجدلية الحالية
يستمر الجدل إلى اليوم مترافقًا مع الهجوم النشط على الإجماع العلمي حول أصل الحياة وتطورها من قبل المنظمات الخلقية والجماعات الدينية المؤيدة لأشكال الخلقية الأخرى (عادة خلقية الأرض الفتية (واي إي سي)، وعلم الخلق، وخلقية الأرض القديمة أو التصميم الذكي (آي دي)) كبديل عن التطور. تعتنق غالبية هذه الجماعات المسيحية، ويرى العديد منها أن الجدال هذا جزء من التفويض المسيحي للتبشير بالإنجيل.
يعتقد البعض أن العلم والدين منظوران متعارضان تمامًا غير قابلين للتوافق. تبنت الكنائس السائدة إلى جانب عدد من العلماء وجهات نظر أكثر استيعاب ومراعاة، إذ اعتُبر العلم والدين فئتين منفصلتين من الفكر، تطرحان أسئلة مختلفة في جوهرها حول الواقع وتبحثان فيها باستخدام الوسائل المختلفة.
في الآونة الأخيرة، اتخذت حركة التصميم الذكي موقفًا مناهضًا للتطور مع تجنب أي احتكام مباشر للدين. مع ذلك، وصف عالم الحفريات المعارض للحركة، ليونارد كريشتوكا، التصميم الذكي بأنه «ليس سوى خلقية في بدلة رخيصة»، وفي قضية كيتسميلر ضد مدارس منطقة دوفر (2005)، حكم القاضي الأول في الولايات المتحدة، جون إي جونز الثالث، أن «التصميم الذكي ليس علمًا» بل «مستند إلى الإلهيات» و «من غير الممكن فصله عن سوابقه الخلقية، بالتالي الدينية». قبل بدء المحاكمة، أيد الرئيس الأمريكي جورج بوش الابن تدريس التصميم الذكي جنبًا إلى جنب مع التطور قائلًا «شعرت أنه يجب تدريس الجانبين بشكل سليم… حتى يتسنى للناس فهم ماهية الجدال». يناقش العلماء أن التصميم الذكي لا يمثل أي برنامج بحثي ضمن المجتمع العلمي، ويلقى معارضة من معظم الجماعات المعارضة للخلقية.